# Bảo tàng kiến trúc Wrocław

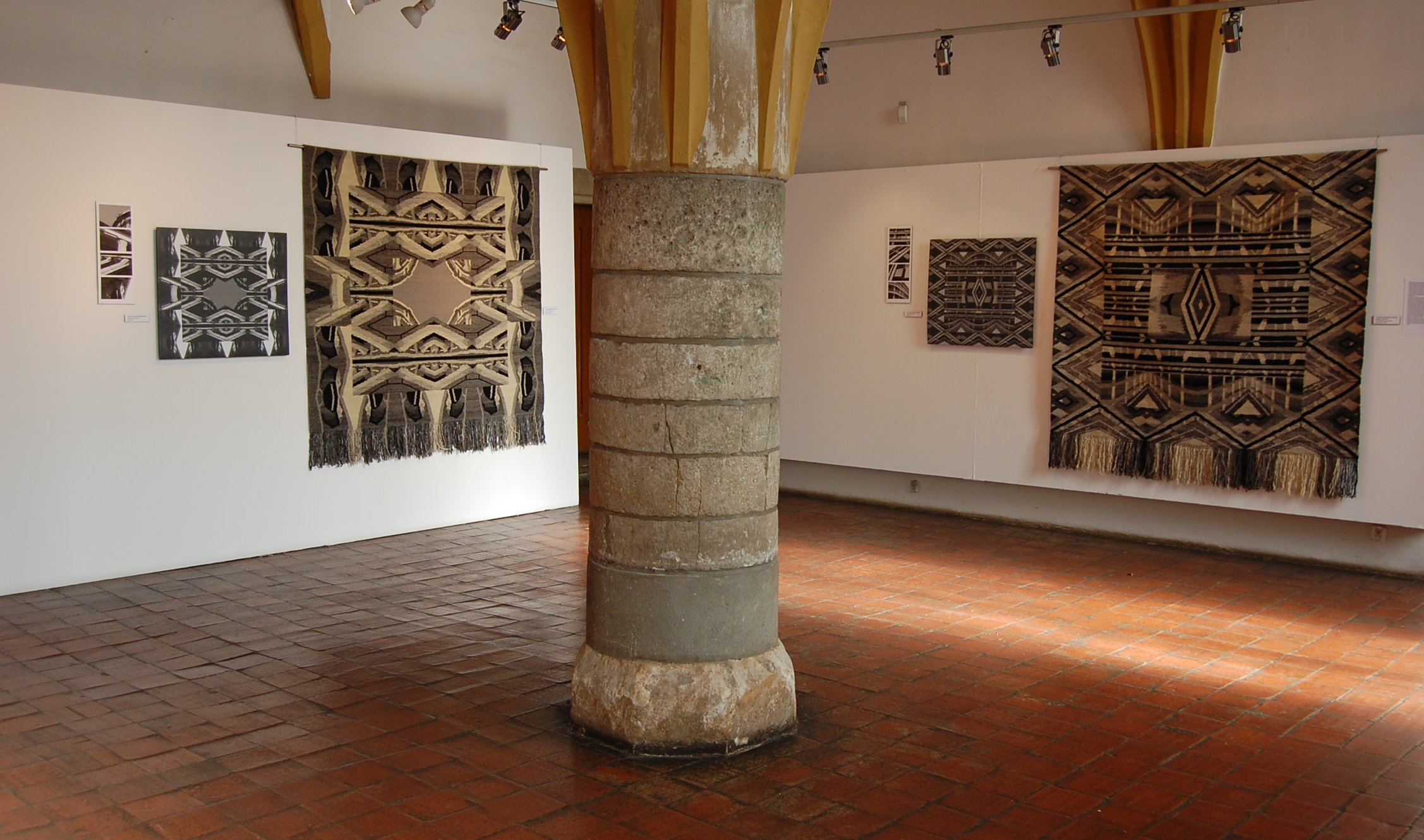
"Archilims" trưng bày tại Bảo tàng Kiến trúc ở Wrocław

Bảo tàng kiến trúc Wrocław là tổ chức bảo tàng duy nhất ở Ba Lan dành riêng cho lịch sử kiến trúc và kiến trúc đương đại. Bảo tàng thực hiện các chương trình và sự kiện cho các kiến trúc sư, nhà sử học và công chúng nói chung. Bảo tàng chuẩn bị các kiến thức về kiến trúc, nghệ thuật ứng dụng, hội họa và đồ họa. Hầu hết các cuộc triển lãm được kèm theo các ấn phẩm dưới dạng luận văn khoa học, danh mục hoặc thư mục. Bảo tàng hợp tác với chính quyền thành phố trong việc bảo vệ và hồi sinh di sản kiến trúc của thành phố Wrocław.

## Lịch sử bảo tàng
Bảo tàng kiến trúc Wrocław được thành lập vào năm 1965, ban đầu là một chi nhánh của Bảo tàng Thành phố Wrocław, và hoạt động dưới tên Bảo tàng Kiến trúc và Tái thiết. Người sáng lập bảo tàng là người bảo tồn chính các di tích lịch sử của Wrocław và sau đó là giáo sư tại Đại học Kỹ thuật Wrocław, Olgierd Czerner, người đã lãnh đạo tổ chức này từ khi thành lập cho đến năm 2000. Mục tiêu ban đầu của bảo tàng là tìm nguồn cung ứng và kiểm kê đầu tiên. Tàn dư còn sót lại của các chi tiết kiến trúc từ các tòa nhà bị hủy hoại trong chiến tranh. Giá trị nhất của chúng được thu thập trong một triển lãm thường trực, không ngừng tăng lên trong Hội trường La Mã.
Bảo tàng nằm trong một khu phức hợp lịch sử của tu viện Bernardine cũ, được xây dựng vào nửa sau của thế kỷ 15 và đầu thế kỷ 16. Khu phức hợp tu viện đã bị tàn phá nghiêm trọng trong Thế chiến II và đã bị hủy hoại một phần trong gần hai thập kỷ. Việc xây dựng lại tòa nhà, được thực hiện từ năm 1960 theo thiết kế của Edmund Małachowicz, cuối cùng kết thúc vào năm 1974 với việc khai trương nhà thờ cũ của Thánh Bernardine Siena, nơi đặt phòng triển lãm chính của bảo tàng.
Theo thời gian, bảo tàng đã mở rộng sự tập trung của mình đến toàn bộ lãnh thổ Ba Lan, dành nhiều sự chú ý hơn cho kiến trúc đương đại. Nó cũng đã bắt đầu thu thập các triển lãm về kiến trúc hiện đại từ thời kỳ chiến tranh.
Năm 1971, bảo tàng trở nên độc lập và được đổi tên thành Bảo tàng Kiến trúc Wrocław. Là một trong những tổ chức đầu tiên thuộc loại này trên thế giới, nó đã trở thành đồng sáng lập của Liên đoàn Bảo tàng Kiến trúc Quốc tế (ICAM), ngày nay quy tụ hơn một trăm tổ chức hoạt động trên hầu hết các châu lục.

## Bộ sưu tập bảo tàng
Sự khởi đầu của bộ sưu tập Bảo tàng Kiến trúc cấu thành từ các chi tiết kiến trúc từ các tòa nhà thời trung cổ của Wrocław, bị phá hủy trong Thế chiến thứ hai. Chỉ một phần nhỏ của bộ sưu tập được thừa hưởng từ Bảo tàng Nghệ thuật Thủ công và Cổ vật Silesian trước chiến tranh, từ năm 1928 được lưu giữ trong tu viện Bernardine trước đây là trụ sở của Bảo tàng Kiến trúc cho đến ngày nay.
Trong thời gian, bộ sưu tập đã phát triển nhờ các triển lãm tiếp theo từ các thời đại khác nhau, nhờ chuyển từ Nhà bảo tồn di tích tỉnh và thành phố, quyên góp từ các cá nhân và mua hàng thường xuyên. Các cuộc triển lãm cũng có được thông qua các cuộc khai quật cứu hộ được tiến hành trong sự tàn phá hoặc định mệnh cho việc phá hủy các ngôi nhà ở Wrocław và các trang viên và cung điện của Silesian bị hủy hoại.
Hiện nay, bên cạnh các chi tiết kiến trúc bằng đá, bộ sưu tập bao gồm các triển lãm nghệ thuật và thủ công (bao gồm cửa sổ kính màu, lò nung, gốm sứ kiến trúc và trần nhà), điêu khắc gỗ, một bộ sưu tập lớn các tác phẩm nghệ thuật từ thời trung cổ đến thế kỷ XX, nhiều thiết kế kiến trúc, ảnh, tác phẩm nghệ thuật đương đại, sản phẩm của kiểu dáng và mô hình công nghiệp.